# Kryłatskoje
Kryłatskoje (ros. Крылатское) – stacja moskiewskiego metra linii Arbacko-Pokrowskiej (kod 066). Do 2008 roku stanowiła stację końcową linii Filowskiej. Nazwa pochodzi od rejonu Kryłatskoje w zachodnim okręgu administracyjnym Moskwy, gdzie jest położona. Wyjścia prowadzą na Osennij Bulwar.

## Podział i specyfikacja
Stacja pierwotnie została otwarta 31 grudnia 1989 na linii Filowskiej na odcinku Mołodiożnaja – Kryłatskoje. Zawracanie składów rozwiązano dość niezwykle - za stacją nie było miejsca do nawrotu, przez co składy musiały wyjeżdżać ze stacji tym samym torem, którym przyjechały. W południowym tunelu znajdowała się zwrotnica umożliwiająca przejście na właściwy tor. W 2008 roku przyłączono stację do linii Arbacko-Pokrowskiej jako element nowo powstałego odcinka Park Pobiedy – Strogino. Odległość do następnej stacji (Strogino) wynosi aż 6627 metrów (planuje się budowę stacji pośredniej Troice-Łykowo, co skróci tę odległość do 4454m).

## Konstrukcja i wystrój
Stacja jest jednokomorowa, jednopoziomowa, posiada jeden peron. Motywem przewodnim jest gimnastyka i sport. Hall stacji ozdobiono podobiznami sportowców z brązu. Ściany nad torami pokrywa biały marmur z szarymi pasami. Podłogi wyłożono szarym granitem. Asymetryczny kształt sufitu (wykonanego ze zbrojonego betonu) z 25 lampami sprawia, że jedna strona jest jaśniejsza, a druga ciemniejsza.